# Maledammet
Maledammet är en sjö i Kungsbacka kommun i Halland och ingår i Kungsbackaåns huvudavrinningsområde. Maledammet ligger i Sandsjöbacka Natura 2000-område. Sjön är 1 meter djup, har en yta på 0,025 kvadratkilometer och befinner sig 45 meter över havet.